# 長崎駅殺人事件
『長崎駅殺人事件』（ながさきえきさつじんじけん）は、西村京太郎の長編推理小説。1991年に光文社から刊行された。
本作では十津川警部が各地の県警とではなく、スコットランドヤードから派遣されてきた刑事と協力することになる。

## ストーリー
元スコットランドヤードの敏腕警部であり、現在は超人気推理作家であるビクトリア・ヘイズが取材旅行のため来日することになる。

目的地は長崎、ヘイズの看板作品である「ハートリィ・シリーズ」の次回作をこの町にしようと彼は考えていた。
ところが、来日直前に「WRP」という謎のテログループから「ヘイズを日本によこすな」という脅迫状が届けられた。

「WRP」…正式名称「World Revolution Party」とは、ヘイズが007におけるスペクターのように、小説を盛り上げるスパイスとして創造した架空の犯罪組織のはずだった。
その組織からの脅迫、警視庁はパニックになるが、当のヘイズが来日にこだわった為、結局国際親善のために彼の来日を警視庁が全面サポートすることになった。
やがて、ヘイズが来日する日がやってきた。成田空港にヘイズとその妻、そしてヘイズ自らが要請したというヤードの敏腕刑事、ケンドリックス警部が降り立った。

ヘイズの妻、信子・ヘイズ…旧姓酒井信子はかつて警視庁に勤めていた刑事であり、現役時代のヘイズが来日した折に見初めて三ヶ月の交流を経て結婚していた。
ヘイズ夫婦とそれをガードする警視庁の十津川班、そしてケンドリックス警部一行は寝台特急さくらで長崎へ向かうことになった。

そして、列車が小郡に到着したとき、事件は起きた。なんと、警備陣の一瞬の隙をついて信子夫人が誘拐されてしまったのだ！！
そこから、オランダ村特急や長崎駅を舞台としたテロ組織との壮絶なバトルが始まった。

## 登場人物

### 警視庁捜査一課
- 十津川省三
- 亀井定雄
- 西本明
- 清水新一
- 北条早苗
- 三上刑事部長
- 本多時孝

### スコットランドヤード
- ジェイソン・ケンドリックス - 2mを越す大男の刑事。十津川班に対し尊大に振舞う。

### 事件関係者
- ビクトリア・ヘイズ - 刑事上がりの超人気推理作家。
- 信子・ヘイズ - 旧姓酒井信子、元警視庁の刑事で現在はヘイズの妻。主要登場人物であるが、本編でセリフが登場しない。
- 久保敬 - やまと出版の出版部部長。ヘイズの著作の日本語版を取り仕切っている。
- 安藤みや子 - 女性週刊誌「メイクアップ」の記者。
- 小磯雄太郎 - 推理作家
- ジョーン・ハザウェイ - イギリスの新聞社の特派員。
- マイケル・クライトン - アメリカ大使館の職員。ヘイズのファン。

### World Revolution Party
- スタイナー - テロの実行犯。
- 安西みどり - スタイナーの情婦にして共犯者。